# A Summer Best
A Summer Best è la sesta compilation della cantante giapponese Ayumi Hamasaki. Uscito nei formati 2CD e 2CD+DVD l'8 agosto 2012, la pubblicazione contiene 26 tracce sul tema dell'estate; tra queste 26 sono incluse due nuove tracce, Happening Here e You & Me. Prima della sua uscita, la cantante ha pubblicato sul suo canale Youtube un'anteprima dell'album.

## Singoli
L'album non contiene singoli fisici, ma solo Happening Here, pubblicato per il download digitale su iTunes il 21 dicembre 2011, ancor prima dell'album studio Party Queen; cover dei TRF, è la canzone tema del suo tour "Hotel Love Songs".

## Tracce
CD 1
1. Blue Bird - 4:06 (Ayumi Hamasaki, D.A.I)
2. July 1st - 4:20 (Ayumi Hamasaki, D.A.I)
3. Greatful Days - 4:39 (Ayumi Hamasaki, Bounceback)
4. Glitter - 4:50 (Ayumi Hamasaki, Kazuhiro Hara)
5. Sunrise (Love Is All) - 4:46 (Ayumi Hamasaki, Nishimura Hana)
6. Audience - 4:06 (Ayumi Hamasaki, D.A.I)
7. Independent - 4:54 (Ayumi Hamasaki, D.A.I)
8. Evolution - 4:41 (Ayumi Hamasaki)
9. Boys & Girls - 3:54 (Ayumi Hamasaki, D.A.I)
10. Unite! - 4:59 (Ayumi Hamasaki)
11. Inspire (Ayumi Hamasaki) - 4:32 (Ayumi Hamasaki, Yukumi Tetsuya)
12. Next Level - 4:30 (Ayumi Hamasaki, D.A.I)
13. Happening Here - 4:39 Cover by TRF

CD 2
1. Hanabi - 4:53 (Ayumi Hamasaki, D.A.I)
2. Hanabi: Episode II  - 4:54 (Ayumi Hamasaki, D.A.I)
3. Far away - 5:33 (Ayumi Hamasaki, Kikuchi Kazuhito, D.A.I.)
4. Monochrome - 4:29 (Ayumi Hamasaki, D.A.I)
5. Theme of A-nation'03 - 6:13  (Ayumi Hamasaki, D.A.I)
6. Sunset (Love Is All) - 5:44 (Ayumi Hamasaki, Nishimura Hana)
7. Seasons - 4:21 (Ayumi Hamasaki, D.A.I)
8. Another Song (feat. Urata Naoya) - 5:19 (Ayumi Hamasaki, Yuta Nakano)
9. Fated - 5:33 (Ayumi Hamasaki, Shintaro Hagiwara, Akihisa Matsuura)
10. Moon - 5:45 (Ayumi Hamasaki, Hoshino Yasuhiko)
11. Blossom - 4:05 (Ayumi Hamasaki, Hoshino Yasuhiko)
12. Fairyland - 5:17 (Ayumi Hamasaki, tasuku)
13. You & Me - 5:36 (Ayumi Hamasaki, Komuro Tetsuya)

DVD
1. Greatful days (Live @ "ayu ready?" at FujiTV 09/08/2003)
2. Blue Bird (Live @ a-nation '06)
3. July 1st (Live @ a-nation '09)
4. Greatful Days (Live @ a-nation '05)
5. Glitter (Live @ a-nation '07)
6. Evolution (Live @ a-nation '06)
7. Boys & Girls (Live @ a-nation '10)
8. Unite! (Live @ a-nation '06)
9. Inspire (Live @ a-nation '04)
10. Hanabi (Live @ a-nation '05)
11. HANABI ～episode II～ (Live @ a-nation '03)
12. Sunset ～LOVE is ALL～ (Live @ a-nation '09)
13. Seasons (Live @ a-nation '06)
14. Another Song (feat. Urata Naoya) (Live @ a-nation for Life)
15. Blossom (Live @ a-nation '10)
16. Fairyland (Live @ a-nation '05)
17. Audience (Live @ ayumi hamasaki STADIUM TOUR 2002)
18. Independent (Live @ ayumi hamasaki STADIUM TOUR 2002)
19. Monochrome (Live @ ayumi hamasaki STADIUM TOUR 2002)
20. Far away (Live @ ayumi hamasaki concert tour 2000, Act 1)
21. Theme of a-nation '03 (Live @ ayumi hamasaki COUNTDOWN LIVE 2005-2006)
22. Sunrise ～LOVE is ALL～ (Videoclip)
23. Next Level (Videoclip)
24. Fated (Videoclip)
25. Moon (Videoclip)
26. You & Me (Videoclip)

## Classifiche
| Classifica                        | Posizione raggiunta |
| --------------------------------- | ------------------- |
| Giappone (Billboard Japan Charts) | 2                   |
| Giappone (Oricon Daily Charts)    | 2                   |
| Giappone (Oricon Weekly Charts)   | 2                   |
| Giappone (Oricon Monthly Charts)  | 4                   |

## Date di Pubblicazione
| Nazione   | Data           | Formato                        | Etichetta   |
| --------- | -------------- | ------------------------------ | ----------- |
| Giappone  | 8 agosto 2012  | 2CD, 2CD+DVD, Digital Download | Avex Trax   |
| Taiwan    | 10 agosto 2012 | 2CD, 2CD+DVD                   | Avex Taiwan |
| Hong Kong | 10 agosto 2012 | 2CD, 2CD+DVD                   | Avex Asia   |
| Singapore | 24 agosto 2012 | 2CD, 2CD+DVD                   | Avex Asia   |